# Rumień wielopostaciowy

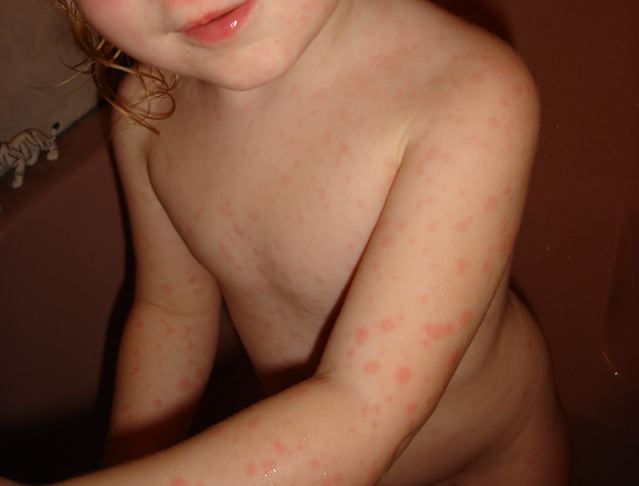
Rumień wielopostaciowy w reakcji na antybiotyk

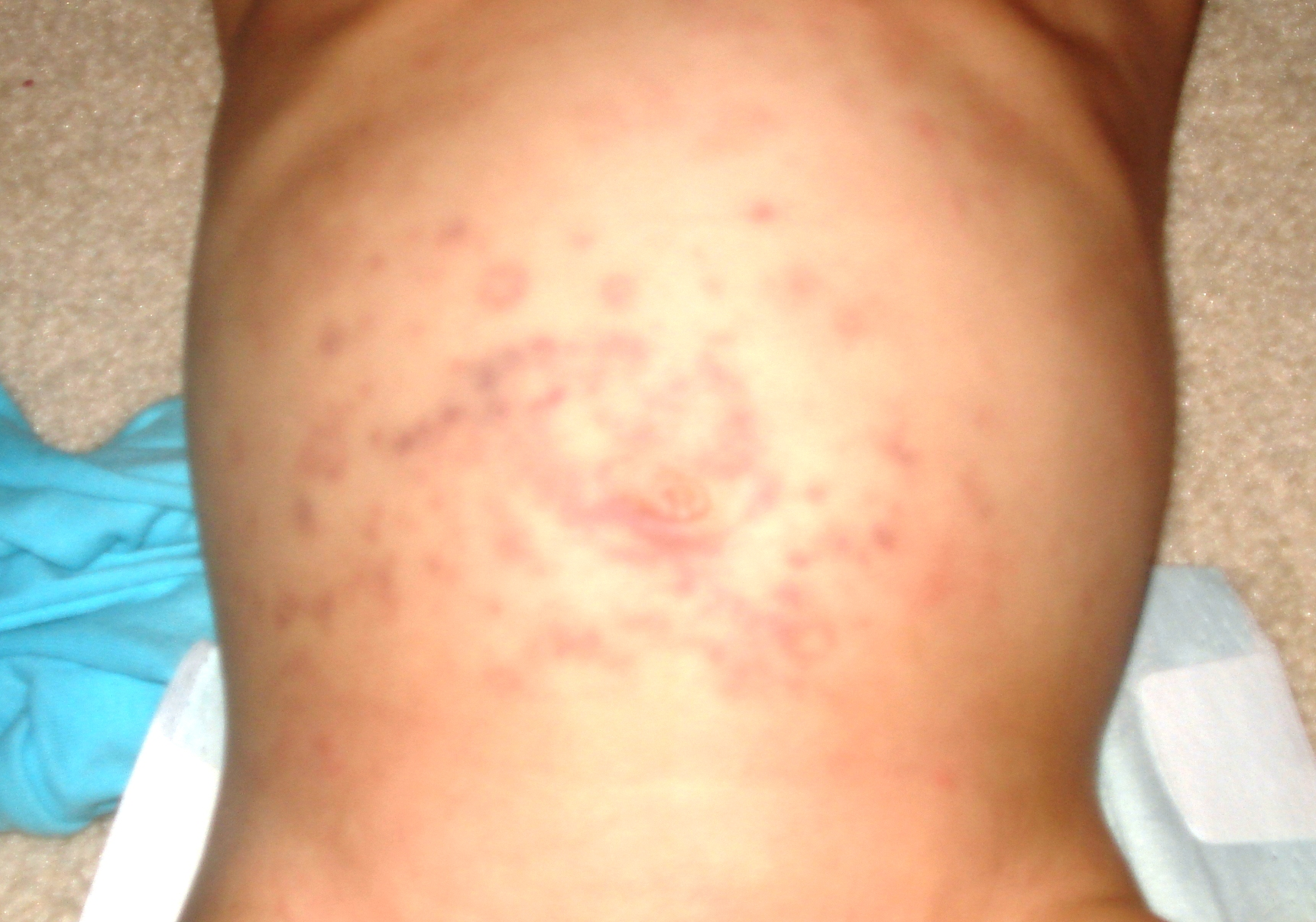
Zespół Stevensa-Johnsona

Rumień wielopostaciowy, EM (od łac. i ang. erythema multiforme) – zespół nadwrażliwości, o różnym nasileniu, na różnorodne czynniki (infekcyjne, chemiczne, leki). 
W zależności od przebiegu rozróżnia się trzy formy:
- rumień wielopostaciowy mniejszy (erythema multiforme minor) – rumieniowo-obrzękowe zmiany, zwykle w kształcie pierścieni znajdujące się na dystalnych częściach kończyn, choć mogą również zajmować skórę innych okolic oraz błony śluzowe. Zmiany często się z sobą zlewają. W obrębie zmian mogą pojawiać się pęcherze, które – pękając – tworzą nadżerki.
- zespół Stevensa-Johnsona (erythema multiforme major), ZSJ, SJS (od ang. Stevens-Johnson syndrome) – zmianami pierwotnymi są nietrwałe pęcherze pojawiające się na błonach śluzowych, głównie jamy ustnej i narządów płciowych. Pęcherze, pękając, tworzą bolesne nadżerki. Chorobie towarzyszą niespecyficzne objawy ogólne (gorączka, bóle stawowe). Częstość występowania to od 1 do 3 przypadków na milion osób na rok. Umieralność wynosi około 5%[1].
- toksyczną nekrolizę naskórka – najcięższa z postaci rumienia wielopostaciowego. Objawia się erytrodermią. Na skórze pojawiają się pęcherze podnaskórkowe, które po pęknięciu tworzą sączące nadżerki, a naskórek spełza całymi płatami („jak mokra bibuła po szybie”). Częstość występowania to 1–1,4 przypadku na milion osób na rok. Umieralność wynosi od 30% do 35%[1].

## Leczenie zespołu Stevensa-Johnsona i toksycznej nekrolizy naskórka
- intensywny nadzór w ośrodku leczenia oparzeń
- kontrola równowagi elektrolitowej i gospodarki wodnej (zmiany chorobowe powodują utratę wody i elektrolitów)
- plazmafereza, duże dawki immunoglobulin (400[mg]/kg/dobę) i cyklosporyny
- podawanie kortykosteroidów (opinie podzielone; według pracy Fine zaleca się 1–2 mg/kg/d prednizonu, pod warunkiem podania w ciągu pierwszych 72 godzin od wystąpienia objawów)

Rumień wielopostaciowy bywa jednym z niepożądanych skutków stosowania wielu leków z różnych grup, w tym sulfonamidów (mogą powodować zespół Stevensa-Johnsona lub toksyczną nekrolizę naskórka), barbituranów, salicylanów.

## Klasyfikacja ICD10
| kod ICD10     | nazwa choroby                        |
| ------------- | ------------------------------------ |
| ICD-10: L51   | Rumień wielopostaciowy               |
| ICD-10: L51.0 | Niepęcherzowy rumień wielopostaciowy |
| ICD-10: L51.1 | Pęcherzowy rumień wielopostaciowy    |
| ICD-10: L51.2 | Toksyczna nekroliza naskórka         |
| ICD-10: L51.8 | Inny rumień wielopostaciowy          |
| ICD-10: L51.9 | Rumień wielopostaciowy nieokreślony  |